# Агент 117: З Африки з любов'ю
Агент 117: З Африки з любов'ю — комедійний бойовик Франції 2021 року. Режисер Ніколя Бедос; сценаристи Жан-Франсуа Алін та Жан Брюс. Продюсер: Ерік Альтмайєр, Ніколас Альтмайєр Прем'єра в Україні:27.01.2022 Світова прем'єра:14.04.2021

## Про фільм
Волею випадку легендарний Агент 117 потрапляє в Африку, де гарячішими за пустелю можуть бути тільки жінки.
Він озброєний нескінченною упевненістю в собі і карколомною харизмою. Він може перемогти усіх ворогів — окрім себе самого.

## Знімались
| Актор               | Роль                  |
| ------------------- | --------------------- |
| Жан Дюжарден        | Агент 117             |
| П'єр Ніне           | Агент 1001            |
| Фату Н'діає         | Зефірін Сандаве Бамба |
| Наташа Ліндінгер    | Мішелін П'єрсон       |
| Владімір Йорданов   | Арман Лесіньяк        |
| Жиль Коен           | Лоран Леперв'є        |
| Хабіб Дембеле       | Коджо Сандаве Бамба   |
| Іван Франек         | Казімір               |
| Еміль Амбоссоло-Мбо |                       |
| Ібрагім Кома        |                       |
| Бріс Форньє         |                       |
| Крістель Корніл     |                       |
| Карім Баррас        |                       |
| Жан-Едуар Бодзяк    |                       |
| Марсьял Курсьє      |                       |